# Norman S. Case
Norman Stanley Case, född 11 oktober 1888 i Providence i Rhode Island, död 9 oktober 1967 i Washington County i Rhode Island, var en amerikansk republikansk politiker. Han var Rhode Islands viceguvernör 1927–1928 och guvernör 1928–1933.
Case avlade 1912 juristexamen vid Boston University och tjänstgjorde som kapten i USA:s armé i första världskriget. Han var verksam som advokat i Providence och tjänstgjorde som federal åklagare 1921–1926.
Case efterträdde 1927 Nathaniel W. Smith som Rhode Islands viceguvernör. Guvernör Aram J. Pothier avled 1928 i ämbetet och efterträddes av Case. Han efterträddes i sin tur som guvernör 1933 av Theodore F. Green. Case avled 1967 och gravsattes på Swan Point Cemetery i Providence.